# Song Machine
Song Machine és un projecte audiovisual de la banda virtual britànica Gorillaz. Concretament és una websèrie de videoclips que presenta una col·lecció de senzills i videoclips publicats mensualment de la banda Gorillaz, on cada episodi consisteix en una cançó i videoclip amb la col·laboració d'artistes convidats. Cada episodi es va publicar acompanyat d'alguns interludis titulats «Machine Bitez», un conjunt de gags on hi ha petites converses i entrevistes amb els artistes convidats a les cançons i els membres de Gorillaz. El projecta va veure la llum oficialment el 30 de gener de 2020 amb la primera temporada, formada per nou episodis, que va finalitzar amb la publicació de l'àlbum Song Machine, Season One: Strange Timez el 23 d'octubre de 2020.
Albarn va anunciar una segona temporada l'any 2020 però no es va confirmar la data de publicació.

## Context
El projecte Song Machine es basa en les aventures de la banda virtual britànica Gorillaz i diversos esdeveniments que experimenten en el seva seu embruixada, els Kong Studios que han estat renovats i traslladats, originalment a West Sussex i actualment a West London. Aquesta seu conté diversos portals a través dels quals poden visitar els convidats o que aquests siguin teletransportats als estudis per enregistrar les cançons, els portals es coneixen amb el nom de Phantom Tollbooth, en referència al llibre (1961) i pel·lícula (1970) homònims. Els talls que acompanyen les cançons, anomenats «Machine Bitez», són un conjunt de gags que presenten fragments de converses, discussions i entrevistes dels membres virtuals de Gorillaz amb els convidats que es produeixen durant el procés de producció i enregistrament.
Els personatges animats presents en el projecte són els mateixos que formen part de Gorillaz: 
- 2-D (veu de Kevin Bishop) – cantant principal, teclats. El líder musical de la Gorillaz, Damon Albarn, és la veu del personatge en les cançons.
- Murdoc Niccals (veu de Phil Cornwell) – baix
- Noodle (veu de Haruka Abe) – guitarra, veus addicionals
- Russel Hobbs – bateria, percussió

## Producció
La producció de tot el projecte va a córrer a càrrec de Gorillaz Productions, productora que van crear els mateixos fundadors de Gorillaz, Damon Albarn i Jamie Hewlett, el 2019, coincidint amb el documental Reject False Icons per tal de dirigir tot el material relacionat amb la banda. La producció de posteriors episodis va coincidir amb la pandèmia de COVID-19, de manera que molts dels episodis es van realitzar remotament, a través de correus electrònics i sessions de Zoom. El projecte es va iniciar a l'estiu del mateix any amb la producció del primer episodi, «Momentary Bliss». La idea original de Gorillaz consistia simplement en la publicació d'episodis sense que acabessin recopilats en un àlbum. De fet, Albarn va explicar que estava cansat del procés habitual de creació d'un àlbum en el qual acostumava a estar sis mesos concentrat en l'àlbum de forma exclusiva.
De l'animació del projecte se'n va encarregar l'altre co-creador de Gorillaz, Jamie Hewlett, amb la col·laboració dels animadors Tim McCourt i Max Taylor, en el seu estudi d'animació The Line. L'estil artístic del projecte està basat en el primer àlbum d'estudi editat per la banda, Gorillaz, que alhora estava inspirat en la sèrie infantil The Banana Splits i en les animacions de Hanna-Barbera i Chuck Jones, creador de Looney Tunes. És una barreja de diversos estils d'animació amb actors reals, els integrants virtuals de Gorillaz apareixen en la seva forma animada de dues dimensions mentre que els artistes convidats estan filmats en directe en un ambient creat per CGI. Dels artistes convidats, només Elton John hi apareix de forma animada. Les escenes estaven ambientades originalment en els Kong Studios per representar les sessions d'enregistrament de les cançons, però a causa de la pandèmia de COVID-19, feu impossible aquesta ambientació i Hewlett es va veure forçat a utilitzar material fotogràfic dels estudis per treballar de forma remota. La videografia utilitzada en els episodis «Momentary Bliss» i «Désolé» la va proporcionar Missy Albarn, filla del mateix Damon Albarn, amb Hewlett, i el videoclip de «The Valley of the Pagans» es va crear utilitzant el mode director del videojoc Grand Theft Auto V.

## Publicació
El 28 de gener de 2020, la banda va publicar diverses imatges a través dels seus canals de xarxes socials amb el títol Song Machine, i també un senzill promocional i videoclip de només 23 segons titulat «Song Machine Theme Tune». L'endemà van publicar el primer tall titulat «Machine Bitez» al seu canal de YouTube i serveis streaming de música. El dia 30 van estrenar el primer episodi del projecte, «Momentary Bliss» a YouTube i el senzill a través de plataformes de streaming junt a un altre tall «Machine Bitez» on s'entrevistava els col·laboradors participants en la cançó, Slowthai i Slaves. Paral·lelament, també van llançar marxandatge relacionat amb aquest episodi en la botiga online de Gorillaz.

## Episodis

### Temporada 1 (2020)
| Núm. | Títol                      | Direcció                               | Publicació             | Durada |
| ---- | -------------------------- | -------------------------------------- | ---------------------- | ------ |
| 1.   | «Momentary Bliss»          | Jamie Hewlett, Tim McCourt, Max Taylor | 30 de gener de 2020    | 3:43   |
| 2.   | «Désolé»                   | Jamie Hewlett, Tim McCourt, Max Taylor | 27 de febrer de 2020   | 5:33   |
| 3.   | «Aries»                    | Jamie Hewlett, Tim McCourt             | 9 d'abril de 2020      | 4:14   |
| 4.   | «Friday 13th»              | Jamie Hewlett, Tim McCourt, Max Taylor | 9 de juny de 2020      | 3:37   |
| 5.   | «Pac-Man»                  | Jamie Hewlett, Tim McCourt, Max Taylor | 20 de juliol de 2020   | 3:12   |
| 6.   | «Strange Timez»            | Jamie Hewlett, Tim McCourt, Max Taylor | 9 de setembre de 2020  | 3:48   |
| 7.   | «The Pink Phantom»         | Jamie Hewlett, Tim McCourt, Max Taylor | 1 d'octubre de 2020    | 4:13   |
| 8.   | «The Valley of the Pagans» | Jamie Hewlett, Tim McCourt, Max Taylor | 5 de novembre de 2020  | 3:00   |
| 9.   | «The Lost Chord»           | Jamie Hewlett, Tim McCourt, Max Taylor | 24 de desembre de 2020 | 4:03   |

## Projectes relacionats

### Àlbum
Song Machine, Season One: Strange Timez és un àlbum d'estudi de Gorillaz que conté els onze primers episodis de la sèrie web del projecte Song Machine, amb l'addició de diverses cançons extres que van compondre durant aquesta època però que finalment no es van publicar com a part de la websèrie. El format físic es va editar en diversos formats com el CD, vinil i casset. En vinil contenia impressions realitzades per Jamie Hewlett.

### Llibre
Gorillaz Almanac és una novel·la gràfica basada en el material publicat per la banda musical Gorillaz en col·laboració de l'editorial Z2 Comics. El projecte es va anunciar el 26 de maig de 2020 a través de les xarxes socials amb la previsió de veure la llum al desembre de 2020. El llibre conté més de 200 pàgines que inclou material extra de tires còmiques, artwork vell i nou, puzzles, jocs, i la presència de convidats especials de diversos col·laboradors que ha tingut la banda al llarg de la seva trajectòria. Es van publicar tres edicions diferents: l'ordinària, l'edició deluxe i l'edició super deluxe. De la segona edició només es van editar 6.666 còpies mentre que de la darrera, només 200 unitats que venien en un embalatge especial signat per Jamie Hewlett. Junt al llibre també s'hi va incloure una còpia física del disc Song Machine, Season One: Strange Timez.

### Ràdio
La banda va anunciar l'emissió d'un programa de ràdio a Apple Music titulat Song Machine Radio with Gorillaz, que es va estrenar el 19 d'octubre de 2020. El programa, d'una hora de duració, s'emetia mensualment amb els personatges de la banda com a amfitrions, i en cada episodi hi participaven artistes convidats i realitzaven tertúlies musicals a banda d'incloure seleccions musicals. Damons Albarn i Jamie Hewlett, cocreadors de Gorillaz, també hi van participar, i van avançar informació sobre l'àlbum Song Machine, Season One: Strange Timez, que s'estava preparant.
Episodis:
1. Presentat per 2-D amb Georgia com a convidada.
2. Presentat per Russel Hobbs amb POS (De La Soul) com a convidat.
3. Presentat per Noodle amb Chai com a convidades.
4. Presentat per Murdoc Niccals amb Damons Albarn i Jamie Hewlett com a convidats.

### Gira
Aquest projecte fou el primer esdeveniment en directe realitzat en tres escenaris internacionals virtuals, que es va titular Song Machine Live. Els esdeveniments es va emetre el 12 de desembre de 2020 amb l'actuació en directe emesa via stream en tres zones horàries diferents: Àsia, Austràlia i Nova Zelanda, el segon es va emetre a Amèrica del Nord i del Sud, i el darrera a Europa i Àfrica. Tots es van emetre des de Londres. Gorillaz va protagonitzar el concert des dels Kong Studios amb la inclusió de realitat augmentada dels personatges, tal com es va realitzar en els diversos episodis de Song Machine. Posteriorment es van anunciar diverses actuacions en directe als festivals de Rock Werchter i Splendour in the Grass, i també una gira per promocionar el primer àlbum del projecte pel juny de 2021.